# Ère Tenpyō-kanpō

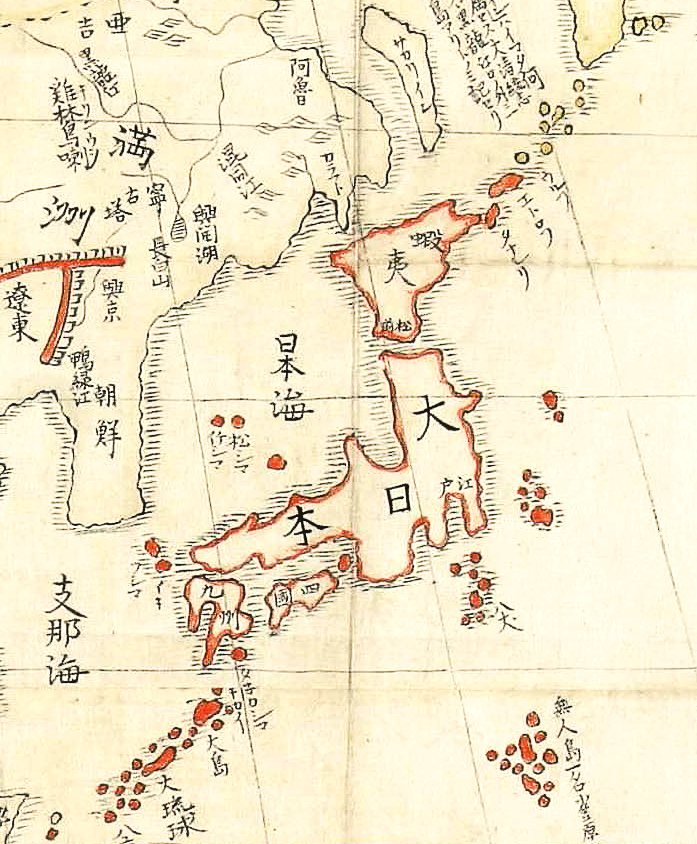
Carte du Japon durant l'Ère Tenpyo-Kanpõ

Pour les articles homonymes, voir Kanpo (homonymie).
Tenpyō-kanpō (天平感宝) est une des ères du Japon (年号,, nengō,, lit. « nom de l'année ») après l'ère Tenpyō et avant l'ère Tenpyō-shōhō. Cette période couvre les mois d'avril à juillet 749. L'empereur régnant est Shōmu (聖武天皇).

## Changement de l'ère
- 749 Tenpyō-kanpō gannen (天平感宝元年?) : Le nom « Tenpyō-kanpō » de la nouvelle ère ne se trouve pas dans certaines chronologies car sa durée est très brève — une période de quatre mois durant la dernière année du règne de Shōmu. La dernière ère se termine et la nouvelle commence en Tenpyō 21, le 14e jour du 4e mois de 749[3]. Peu après, l'empereur se décide à abdiquer. Shōmu est le premier empereur à renoncer au trône pour prendre la tonsure et se faire moine. Sa femme, l'impératrice Kōmyō, suit l'exemple de son mari et entre aussi dans les ordres[4]. Le règne de Shōmu et cette ère se terminent simultanément.

## Événements de l'ère Tenpyō-kanpō
- 749 (Tenpyō-kanpō 1, 2e jour du 7e mois) : L'empereur abdique dans la 25e année de son règne (聖武天皇25年) et la succession (senso) est prise par sa fille. Il semble que l'impératrice Kōken accède au trône (sokui) peu après[5].
- 749 (Tenpyō-kanpō 1, 2e jour du 7e mois) : pour marquer l'intronisation de l'impératrice Kōken, l'ère Tenpyō-kanpō raccourcie est remplacée par la nouvelle ère Tenpyō-shōhō[3].

| Tenpyō-kanpō | 1re |
| Grégorien    | 749 |